# Wendy Brown
Wendy Brown   (28 de novembre de 1955) és una filòsofa i politòloga estatunidenca. És professora ciències polítiques i de teoria crítica a la Universitat de Califòrnia a Berkeley.

## Biografia
Wendy Brown es va llicenciar en economia i ciències polítiques per la Universitat de Califòrnia a Santa Cruz i va fer el doctorat en filosofia política a la Universitat de Princeton. Abans de ser professora a la Universitat de Califòrnia a Berkeley el 1999, Brown va ensenyar al Williams College i a la Universitat de Califòrnia a Santa Cruz.
Ha estat professora visitant en nombrosos centres de recerca i universitats, entre ells l'Institut d'Estudis Avançats de Princeton, a l'Institut für die Wissenschaften vom Menschen de Viena, a la Universitat de Frankfurt, a la Universitat de Califòrnia a Irvine, a la Universitat Cornell (2013), a la Universitat de Colúmbia (2014), a la London School of Economics (2015) i al Birkbeck College (2012-2015).
Ha impartit conferències a la Universitat McGill (2015), a la Universitat de Brown (2015) i a la Haus der Kulturen der Welt de Berlín amb Thomas Piketty, Naomi Klein i el periodista Paul Mason.
El pensament de Brown, sobre el declivi de la sobirania i l'esgotament de la democràcia ha tingut ressò popular i periodístic, amb referències sobre el seu treball a The New York Times, The Washington Post i The Guardian. Brown també ha aparegut en diversos films documentals com The Value of the Humanities (2014) i What is Democracy? (Astra Taylor, 2018).

## Pensament
Brown analitza les formes modernes i contemporànies de poder polític i alerta de les amenaces a la democràcia que comporten. Ha establert nous paradigmes en filosofia del dret i en teoria feminista, treballant a partir de: 
- La crítica de Karl Marx al capitalisme i la seva relació amb la religió i el secularisme.[28][29][30]
- La utilitat de Friedrich Nietzsche per pensar sobre el poder i els trucs de la moralitat.
- L'organització moderna del poder de Max Weber, la psicoanàlisi i les seves implicacions en la identificació política.[31]
- L'obra de Michel Foucault sobre la governabilitat i el neoliberalisme, així com la d'altres filòsofs continentals contemporanis.[32][33]

## Vida pública

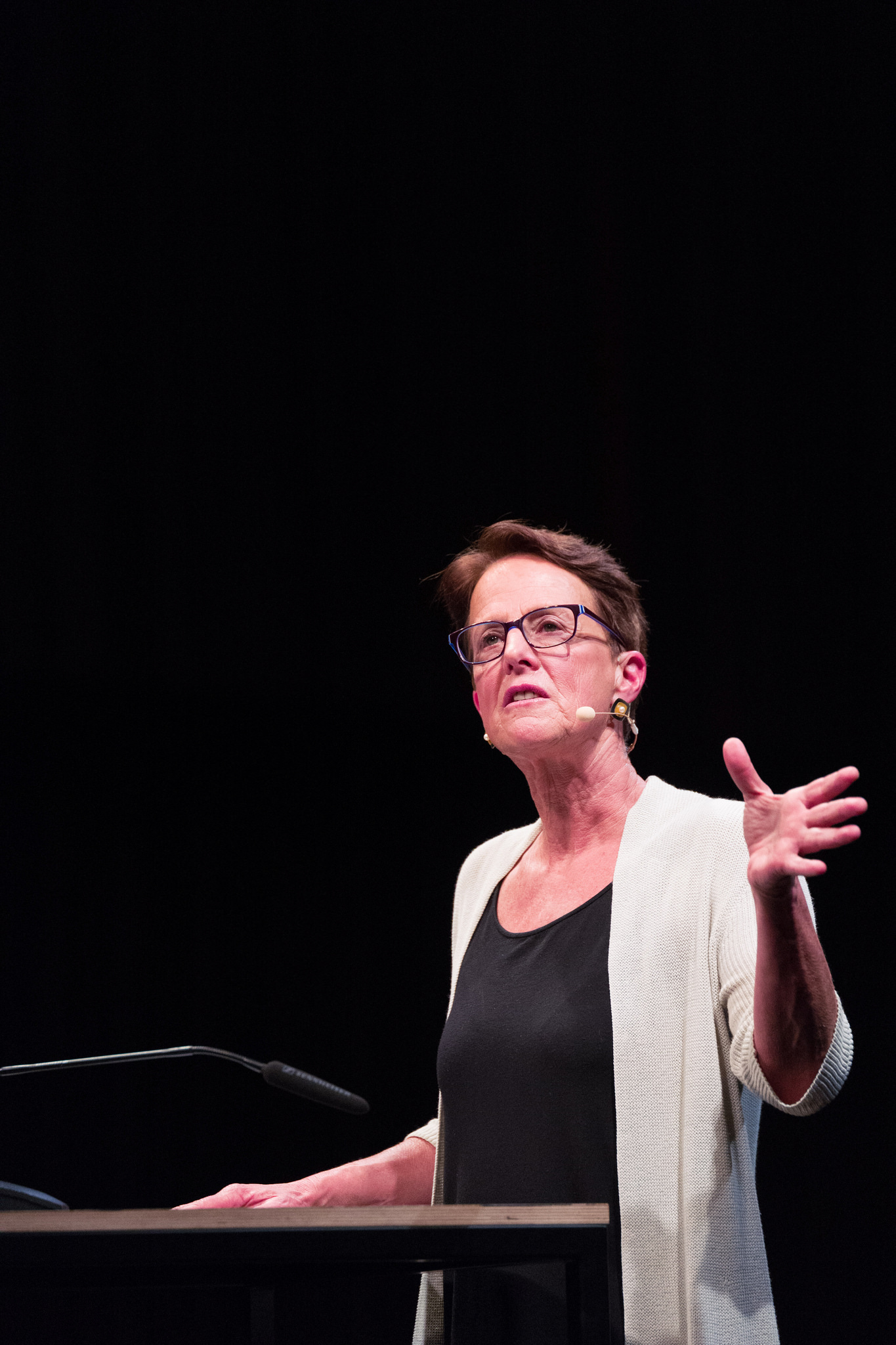
Wendy Brown a Berlín el 2017

Com a destacada intel·lectual pública als EUA, Brown ha escrit i debatut sobre temes com la llibertat d'expressió, l'educació pública, protestes i mobilitzacions, qüestions LGBTQ, la violència sexual, Donald Trump, conservadorisme i neoliberalisme i altres assumptes d'interès nacional i internacional.
Durant dècades, ha estat activa en els esforços per resistir a les mesures privatitzadores del sistema universitari californià. En qualitat de copresidenta de l'Associació de Facultats de Berkeley, va crear consciència, va ajudar a organitzar marxes i va parlar públicament sobre la privatització de l'educació pública.

## Vida personal
Viu a Berkeley, amb la seva esposa Judith Butler i un fill.